# Villamuriel de Campos
Villamuriel de Campos es un municipio de España, en la provincia de Valladolid, comunidad autónoma de Castilla y León perteneciente a la tierra de campos.
Tiene una superficie de 18,28 km² con una población de 58 habitantes y una densidad de 3,39 hab/km².
El municipio es atravesado por el río Navajos, también conocido como arroyo Bustillo o Ahogaborricos, afluente del Valderaduey.

## Historia

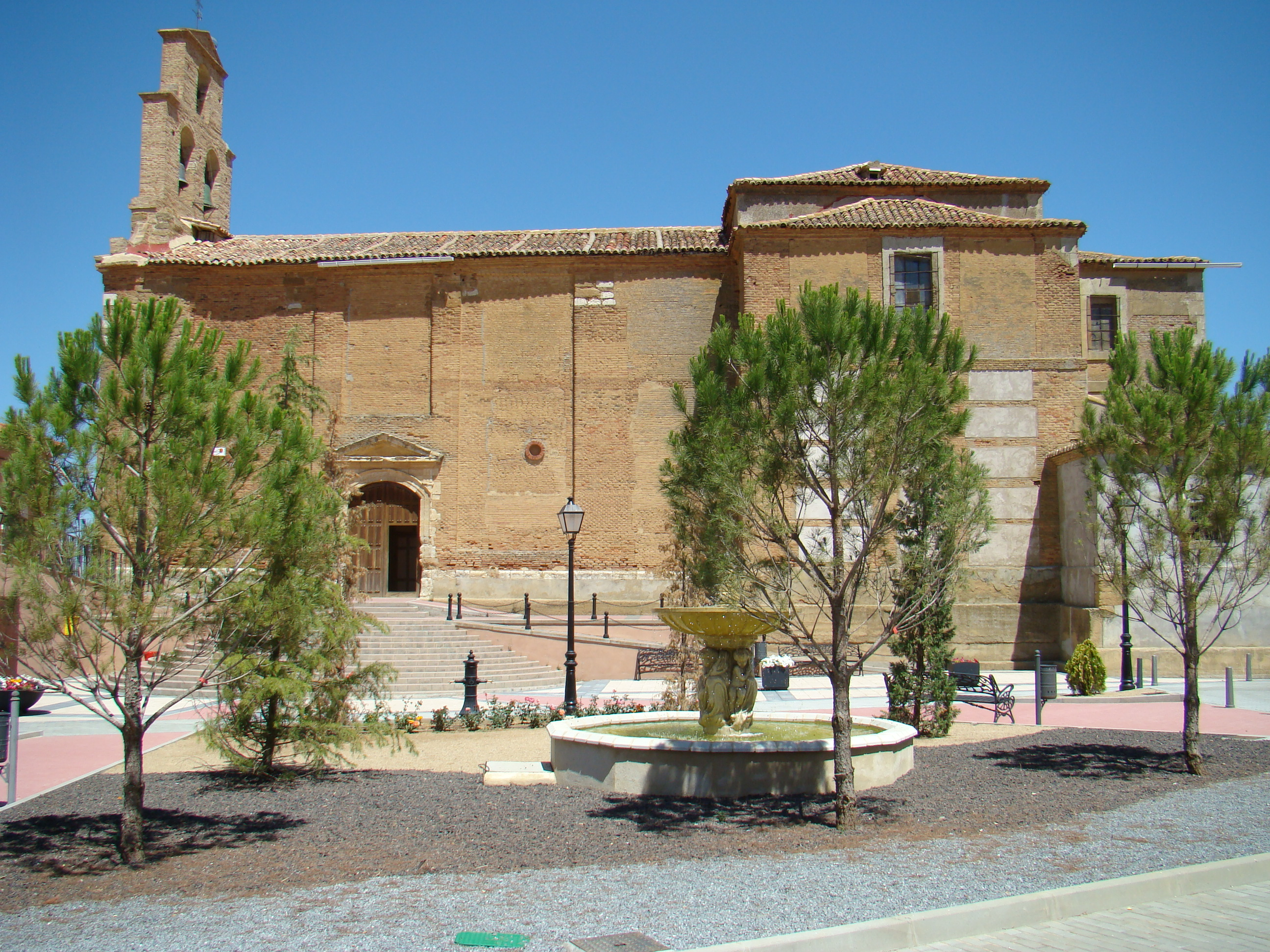
Iglesia de San Pelayo.

El primer dato que se tiene de la existencia de Villamuriel de Campos lo encontramos en el Redondal, situado a la orilla derecha del arroyo Bustillo entre los siglos I y IV de nuestra era. Posiblemente se trataba de un poblamiento campesino de origen celtíbero romanizado y no es de extrañar teniendo en cuenta que por esta zona pasaba la vía romana que se dirigía desde Clunia en Burgos hasta Astorga en León.
Su nombre se refefiere a la antigua Villa del Muro. Destaca en su caserío la iglesia de San Pelayo, de finales del siglo XVIII, edificada sobre los restos de un templo anterior. 
En 1943 la Diputación provincial elige mayoritariamente a su  alcalde Juan Represa de León para el cargo de  procurador en Cortes en la I Legislatura de las Cortes Españolas (1943-1946), representando  a los Municipios de esta provincia
A mediados del siglo XX, al construir la carretera a Palazuelo de Vedija, aparecieron algunos mosaicos que pudieron formar parte de una villa romana. 
De la historia local cabe destacar la inauguración de la iglesia parroquial, el 25 de junio de 1817, y la construcción del ramal ferroviario, en el siglo XX, que desde Medina de Rioseco pasaba por el pueblo en dirección a Palanquinos. El llamando tren Burra desapareció en 1969.Siendo el último jefe de la estación de tren D. Dionisio Castrillo Cavia.
En las afueras del pueblo se conserva la antigua estación y muy cerca de ella la antigua fábrica de ladrillos y tejas, que se empleaban para construir las estaciones de la línea. La chimenea se mantiene inhiesta.

## Geografía humana

### Demografía
Cuenta con una población de 51 habitantes (INE 2024).
| Gráfica de evolución demográfica de Villamuriel de Campos entre 1842 y 2021                                                                                      |
| |
| Población de derecho según los censos de población del INE Población de hecho según los censos de población del INEEn este censo se denominaba Villamuriel: 1842 |

| 94                         | 103 | 80 | 81 | 58 | 47 |
| (Fuente: [cita requerida]) |     |    |    |    |    |

### Economía
Agricultura (cereal, alfalfa y girasol) y ganadería mayoritariamente ganado ovino.
Posibilidad de practicar senderismo y disfrutar de la naturaleza.
Manantial de La Peña, conocido por El Zancarrón de Mahoma.
Plantaciones de chopos y cerezos.
De interés, los caminos de San Martín, Los Prados y El Redondal. También, los viejos caminos carretiles de Tras de Águilas, el Torrejón y la finca de Zalengas, donde existió un poblado medieval.
Villamueriel de Campos está cercano a Villalón de Campos, Tordehumos, Villagarcía de Campos, el monasterio de la Santa Espina y Urueña.

## Monumentos
- Iglesia de San Pelayo (finales del siglo XVIII), en la que se venera la reliquia de la Santa Cruz que fue traída de Liébana en 1816.
- Pósito (siglo XV), rehabilitado para acoger el consultorio médico.
- Monolito conmemorativo del Día Forestal Mundial.

## Fiestas
- Fiesta de la Pitanza (última semana de febrero primera de marzo).
- Fiestas de la Santa Cruz (3 de mayo), con misa en la parroquia. Existe una cofradía de la Santa Cruz, fundada a principios del siglo XIX.
- San Pelayo (26 de junio).
- Fiesta del turista (15 de agosto).